# Communications in Mathematical Physics
Communications in Mathematical Physics  (abbreviata come Commun. Math. Phys.) è una rivista accademica pubblicata da Springer. La rivista pubblica articoli in tutti i campi della fisica matematica, ma si concentra in particolare sull'analisi matematica legata alla fisica della materia condensata, alla meccanica statistica, alla teoria quantistica dei campi, alle algebre degli operatori, all'informazione quantistica e alla teoria della relatività.

## Storia
La rivista è stata fondata da Rudolf Haag e Res Jost nel 1965. Haag ha guidato la rivista per i primi 8 anni. I successivi caporedattori sono stati Klaus Hepp e James Glimm, entrambi per tre anni. Arthur Jaffe è diventato caporedattore nel 1979 e ha prestato servizio per 21 anni. Michael Aizenman è diventato il quinto caporedattore nel 2000 e ha ricoperto questo ruolo fino al 2012. L'attuale caporedattore è Horng-Tzer Yau.

## Archivi
Gli articoli dal 1965 al 1997 sono disponibili liberamente in formato elettronico, tramite il Progetto Euclide, un'organizzazione senza scopo di lucro avviata dalla Cornell University Library. Questa parte della rivista è gestita dalla Electronic Mathematical Archiving Network Initiative (EMANI), un'organizzazione a supporto della conservazione elettronica a lungo termine delle pubblicazioni matematiche.